# Aphaniidae
Aphaniidae zijn een familie van straalvinnige vissen uit de orde van de tandkarpers (Cyprinodontiformes).

## Geslachten
De volgende geslachten zijn bij de familie ingedeeld:
- Anatolichthys Kosswig & Sözer, 1945
- Aphaniops Hoedeman, 1951
- Aphanius  Nardo, 1827
- Apricaphanius Freyhof & Yoğurtçuoğlu, 2020
- Esmaeilius Freyhof & Yoğurtçuoğlu, 2020
- Kosswigichthys  Sözer, 1942
- Paraphanius Esmaeili, Teimori, Zarei & Sayyadzadeh, 2020
- Tellia Gervais, 1853